# Hova socken
Hova socken i Västergötland ingick i Vadsbo härad, ingår sedan 1971 i Gullspångs kommun och motsvarar från 2016 Hova distrikt.
Socknens areal är 217,43 kvadratkilometer varav 169,05 land. År 2000 fanns här 2 541 invånare. Orten Gårdsjö samt tätorten Hova med sockenkyrkan Hova kyrka ligger i socknen.

## Administrativ historik
Socknen har medeltida ursprung. 20 augusti 1587 överfördes området som senare blev Finnerödja socken till den då nybildade Tivedsbodarne socken. På 1790-talet införlivades Fagerlids socken, dess jordebokssocken överfördes dock först 1889.
Vid kommunreformen 1862 övergick socknens ansvar för de kyrkliga frågorna till Hova församling och för de borgerliga frågorna bildades Hova landskommun. Landskommunen utökades 1952 och upplöstes 1971 då denna del uppgick i Gullspångs kommun. Församlingen uppgick 2006 i Hova-Älgarås församling.
1 januari 2016 inrättades distriktet Hova, med samma omfattning som församlingen hade 1999/2000.
Socknen har tillhört län, fögderier, tingslag och domsagor enligt vad som beskrivs i artikeln Vadsbo härad. De indelta soldaterna tillhörde Skaraborgs regemente, Norra Vadsbo kompani och Livregementets husarer, Vestra Nerikes skvadron, Vedbo kompani.

## Geografi
Hova socken ligger nordost om Mariestad med dess nordöstra del på Tiveden och med Unden i sydost och Skagern i norr. Socknen är en kuperad skogsbygd i nordost och med odlingsbygd i väster. 

## Fornlämningar
Från järnåldern finns gravar och domarringar.

## Namnet
Namnet skrevs 1345 Howa och kommer från kyrkbyn. Namnet innehåller hov, 'upphöjning, höjd' syftande på åsen vid kyrkan.